# Majadahonda
Majadahonda è un comune spagnolo di 70 359 abitanti situato nella comunità autonoma di Madrid.

## Geografia fisica
La città si trova a un'altitudine di 740 metri s.l.m.

## Storia
Majadahonda nacque come villaggio di contadini e pastori. A testimonianza dell'origine agro-pastorale, rimane il toponimo, che deriva dalle parole spagnole majada ("ovile") e hondonada ("avvallamento"), ad indicare una stalla situata in una depressione del terreno. Negli anni sessanta divenne un centro residenziale e di servizi.

## Monumenti e luoghi d'interesse

### Architetture civili
- Mausoleo franchista eretto nel 1970 in onore di Ion Moța e Vasile Marin, volontari romeni che morirono nella guerra civile spagnola, combattendo dalla parte nazionalista.

## Economia
Majadahonda ospita la sede di Mapfre, società assicurativa multinazionale.

## Infrastrutture e trasporti
I collegamenti con la confinante capitale Madrid sono garantiti da autobus e treni.

## Amministrazione

### Gemellaggi
Majadahonda è gemellata con:
- Clamart
- Ferencváros

## Sport
Gli sport praticati sono: calcio, rugby, pallacanestro, hockey sul ghiaccio, football americano e pattinaggio artistico.